# Șilea Nirajului
Șilea Nirajului (węg. Nyárádselye) – wieś w Rumunii, w okręgu Marusza, w gminie Măgherani. W 2011 roku liczyła 1454 mieszkańców.